# Дибщенська сільська рада
Ди́бщенська сільська́ ра́да — адміністративно-територіальна одиниця та орган місцевого самоврядування в Козівському районі Тернопільської області. Адміністративний центр — село Дибще.

## Загальні відомості
- Територія ради: 1,92 км²
- Населення ради: 836 осіб (станом на 2001 рік)

## Населені пункти
Сільській раді були підпорядковані населені пункти:
- с. Дибще

## Склад ради
Рада складалася з 15 депутатів та голови.
- Голова ради: Шкільний Іван Богданович
- Секретар ради: Липна Ярослава Іванівна

### Керівний склад попередніх скликань
| Прізвище, ім'я, по батькові | Основні відомості                                                 | Дата обрання | Дата звільнення |
| --------------------------- | ----------------------------------------------------------------- | ------------ | --------------- |
| Шкільний Іван Богданович    | Сільський голова, 1969 року народження, освіта вища, безпартійний | 26.03.2006   | 31.10.2010      |
| Шкільний Іван Богданович    | Сільський голова, 1969 року народження, освіта вища, безпартійний | 31.10.2010   |                 |

Примітка: таблиця складена за даними сайту Верховної Ради України

### Депутати
За результатами місцевих виборів 2010 року депутатами ради стали:

#### За суб'єктами висування
| Суб'єкт висування | Кількість обраних депутатів | %   |
| ----------------- | --------------------------- | --- |
| Самовисування     | 16                          | 100 |

#### За округами
| № округу | Прізвище, ім'я, по батькові   | Дата визнання обраним | Освіта             | Партійна приналежність | Відомості про обраного депутата                                    |
| -------- | ----------------------------- | --------------------- | ------------------ | ---------------------- | ------------------------------------------------------------------ |
| 1        | Огірок Ярослав Андрійович     | 02.11.2010            | середня            | позапартійний          | тимчасово не працює                                                |
| 2        | Барилко Михайло Петрович      | 02.11.2010            | вища               | позапартійний          | студент                                                            |
| 3        | Кривак Андрій Михайлович      | 05.11.2010            | вища               | позапартійний          | тимчасово не працює                                                |
| 4        | Рега Олег Дмитрович           | 11.08.2013            | середня спеціальна | позапартійний          | тимчасово не працює                                                |
| 5        | Крамар Ігор Петрович          | 02.11.2010            | середня            | позапартійний          | тимчасово не працює                                                |
| 6        | Крамар Володимир Петрович     | 02.11.2010            | вища               | позапартійний          | тимчасово не працює                                                |
| 7        | Горпиняк Микола Степанович    | 02.11.2010            | середня            | позапартійний          | студент                                                            |
| 8        | Федорів Олег Богданович       | 02.11.2010            | вища               | позапартійний          | тимчасово не працює                                                |
| 9        | Проць Тарас Володимирович     | 02.11.2010            | середня            | позапартійний          | тимчасово не працює                                                |
| 10       | Липний Олег Богданович        | 02.11.2010            | вища               | позапартійний          | студент                                                            |
| 11       | Липна Ярослава Іванівна       | 02.11.2010            | вища               | позапартійна           | Дибщен-ська с/рада, сек.-ретар                                     |
| 12       | Смачило Андрій Іванович       | 11.08.2013            | незакінчена вища   | позапартійний          | тимчасово не працює                                                |
| 13       | Боднар Іван Ярославович       | 13.04.2014            | середня спеціальна | позапартійна           | тимчасово не працює                                                |
| 14       | Барилко Дмитро Леонідович     | 29.04.2012            | вища               | позапартійний          | Козівська РДА, начальник орг. відділу, заступник керівника апарату |
| 14       | Бойко Ігор Євгенович          | 27.01.2013            | вища               | позапартійний          | ПАТ «Агропродсервіс», енергетик                                    |
| 15       | Кадобний Василь Володимирович | 29.04.2012            | середня спеціальна | позапартійний          | Бережанський ліцей, студент                                        |